# Burenoverlast
Bij burenoverlast of burenhinder ondervinden bewoners hinder van hun buren. Vooral in dichtbevolkte gebieden kan burenoverlast aanleiding zijn voor conflicten en ruzies. Burenoverlast is een veelvoorkomend probleem: volgens het CBS heeft 22% van de Nederlanders er weleens mee te maken, en 5% zelfs frequent. Woningcorporaties krijgen veel meldingen van burenoverlast.

## Soorten overlast
Burenoverlast kan diverse vormen aannemen, afhankelijk enerzijds van de afstand tot de buren en anderzijds van de aard van het gedrag van buren of het aantal mensen dat dicht opeen wonen. Zo kent men bijvoorbeeld:
- geluidshinder, waarbij een bewoner geluid produceert waar buren last van hebben, zoals harde muziek of luide machines. Soms is er  overlast door kenmerken van de woning (dunne muren of vloeren, het soort vloerbedekking, het bouwmateriaal), waardoor buren last hebben van elkaars normale leefgeluiden. Ook kinderen kunnen bij buren overlast veroorzaken door geschreeuw of hun spelletjes (belletje trekken bijvoorbeeld, of voetballen in portieken). Tegenwoordig wordt steeds vaker overlast veroorzaakt door warmtepompen, dit kan zelfs zo erg worden dat er gezondheidsproblemen optreden.[2]
- drugsoverlast, waarbij buren zich niet veilig voelen omdat er bijvoorbeeld in de buurt of bij buren gedeald wordt, of er bij de buren gebruikt wordt.
- gedragshinder, waarbij buren elkaars gedrag of leefstijl als problematisch ervaren, bijvoorbeeld wanneer een bewoner psychische aandoeningen heeft, of als nachtbraker actief is.
- luidruchtige feestjes, waarover buren elkaar niet tevoren op de hoogte stellen
- conflicten over erfscheidingen, bomen, tuinbeplanting of visueel aanzicht van een woning
- stankoverlast, veroorzaakt bijvoorbeeld door etensgeuren of afval, of door een open haard of kachel van buren.
- duivenoverlast, omdat buren last hebben van de duiven die de buren houden.
- huisdierenoverlast, door de geur, geluiden of uitwerpselen van huisdieren (zoals honden of katten) kan overlast ontstaan in bijvoorbeeld de woning of tuin van buren.
- verkeersoverlast, bijvoorbeeld door parkeerproblemen, rijgedrag of een groot aantal bezoekers die de auto in de straat parkeren.
- verstopping van riool of afvoer door foutief gebruik, zoals doorspoelen van frituurvet of kattenbakkorrels, die tot overstromingen kunnen leiden bij buren.

## Nederland

### Maatregelen
Bij grote overlast kan de hulp van de politie, een buurtbemiddelaar of een mediator (een conflictbemiddelaar) worden ingeroepen. Soms kunnen technische aanpassingen aan woningen ook een oplossing bieden, zoals geluidsisolatie, ventilatieverbetering of verplaatsen van de entree van woningen. Veel woningcorporaties hebben bemiddelaars die met buren die onderling een conflict hebben in gesprek kunnen gaan om tot oplossingen te komen. Vaak kan door goed onderling overleg een oplossing worden gevonden tussen buren, zoals afspraken over geluid (muziek), afval of huisdieren, of over het schoonhouden van gemeenschappelijke ruimten. Als het niet lukt er pratend of via bemiddeling uit te komen kunnen buren een civiele rechtszaak aanspannen. Aangifte doen is mogelijk na escalatie tot misdrijven als openlijke geweldpleging, vernieling, stalking en bedreiging.

### Wetboek
Het Wetboek van Strafrecht van Nederland bespreekt in Artikel 431 burengerucht: 

Met geldboete van de eerste categorie wordt gestraft hij die rumoer of burengerucht verwekt waardoor de nachtrust kan worden verstoord.

## België
Burenhinder werd niet wettelijk geregeld in België (onder het oud Burgerlijk Wetboek), maar werd wel erkend door het Hof van Cassatie. Het Hof oordeelde als volgt:
Overwegende dat artikel 544 van het Burgerlijk Wetboek aan elke eigenaar het recht toekent normaal het genot van zijn zaak te hebben; 
Dat, aangezien naburige eigenaars sindsdien een gelijk recht op genot hebben, hieruit blijkt dat, wanneer eenmaal tussen de eigendommen de betrekkingen vastgesteld zijn rekening houdende met de uit het nabuurschap voortvloeiende normale lasten, het aldus geschapen evenwicht in stand moet worden gehouden tussen de respectieve eigenaars; 
Overwegende dat de eigenaar van een onroerend goed die door een niet foutief feit dit evenwicht verbreekt, bij het opleggen aan een naburige eigenaar van een stoornis die de maat van de gewone buurschapsnadelen overschrijdt, hem een rechtmatige en passende compensatie, waardoor het evenwicht hersteld wordt, verschuldigd is; 
Dat immers, daar hij zodoende het eigendomsrecht van zijn nabuur krenkt, hij hem moet schadeloos stellen overeenkomstig de traditie en het algemeen beginsel dat vastgelegd is, onder meer in artikel 11 van de Grondwet.
Burenhinder veronderstelt dus bovenmatige hinder en geen gewone hinder. Bovenmatige hinder verbreekt het evenwicht van het nabuurschap. De rechtsgrond voor burenhinder is artikel 544 BW: 
Eigendom is het recht om op de meest volstrekte wijze van een zaak het genot te hebben en daarover te beschikken, mits men er geen gebruik van maakt dat strijdig is met de wetten of met de verordeningen.
Benadeelden door burenhinder worden aldus in hun rustig genot van hun eigendomsrecht geschaad. Gewone hinder moet men dulden; overmatige of abnormale hinder niet.
Bij de beoordeling van abnormale burenhinder houdt men rekening met verschillende criteria:
1. het tijdstip waarop de burenhinder plaats vindt: men zal sneller spreken van abnormale burenhinder indien die 's nachts plaatsvindt;
2. de duur en intensiteit;
3. de plaats;
4. de factor technische vooruitgang en modernisering: soms zal men burenhinder moeten dulden ten behoeve van modernisering en de industriële noodwendigheden van de maatschappij

### Sanctie
De sanctie voor burenhinder is geen schadevergoeding, maar een passende en billijke compensatie. Dit houdt het herstel van het verbroken evenwicht in. De feitenrechter vult dit begrip in.

### Nieuw Burgerlijk Wetboek
Onder het nieuw Burgerlijk Wetboek worden de burenrelaties wel geregeld onder Titel 5, artikelen 3.101 en volgende. Om van burenhinder te kunnen spreken moeten er drie voorwaarden voldaan zijn:
- Nabuurschap
  - Dit wel echter niet zeggen dat de percelen naast elkaar moeten liggen, maar het volstaat dat ze in elkaars nabijheid liggen.
- Bovenmatige hinder
  - Dit wordt in concreto beoordeeld, maar artikel 3.101 BW somt een aantal zaken op waarmee er rekening gehouden kan worden:
    - Tijdstip;
    - Frequentie;
    - Intensiteit van de hinder;
    - Eerstingebruikneming;
    - Publieke bestemming;
- Toerekenbaarheid van de hinder aan de buur
  - De burenhinder is een foutloze aansprakelijkheid, maar geen objectieve aansprakelijkheid.